# Maurice Caillet (liječnik)
Maurice Caillet (Bordeaux, 24. rujna 1933.), francuski esejist, liječnik kirurg, ginekolog, urolog, bivši slobodni zidar.

## Životopis
Rođen je 1933. godine u obitelji ateista pa zato nije ni kršten. Roditelji su djecu odgajali su usađujući im prijezir prema Katoličkoj Crkvi. Medicinu je studirao u Bretanji, a dovršio u Parizu. Specijalizirao je urologiju i ginekologiju. Stekao reputaciju cijenjena liječnik u jednoj velikoj privatnoj klinici. Pacijenticam je prepisivao kontracepcijske i abortivne pilule čak prije nego što su bile legalne u Francuskoj. Sterilizirao je muškarce i žene. 
Svibnja 1968. prijatelj ga je pozvao u slobodno zidarstvo. Već na prvom sastanku primio ga je veliki majstor Velikog orijenta Francuske koji mu je predložio ulazak u ložu u Rennesu. Početkom 1982. primio je 18. stupanj Škotskog obreda postavši tako vitez ružinog križa. Iste godine prešao na novi posao i odgovorniju dužnost. Članom masonske lože bio je petnaest godina. 
Godine 1983. supruga mu se teško razboljela. Premda liječnik, nije joj mogao pomoći. Supruga je u sebi, diskretno zadržala kršćansku vjeru. Godine 1984. poveo ju je na odmor u planine. Na povratku u Bretanju, odlučio je svratiti u Lourdes gdje su posjetili Svetište Gospe Lurdske. Tu je on doživio svjetlost pravoga Boga u čiju moć nije vjerovao, ali kao da ga je cijeli život podsvjesno tražio.
U djelu Bio sam mason opisao je svoj dramatični životni put u obliku životne ispovijesti.

## Objavljeni radovi
- Du secret des loges à la lumière du Christ, 1998, préface de l'abbé René Laurentin ISBN 978-2-90934-115-6 et réédition 2012 ISBN 978-2-36463-063-5, traduit en polonais et en italien
  - édition en italien : I segreti delle logge alla luce di Cristo ISBN 978-8-87282-497-9
- Hédonisme ou christianisme, 2001 ISBN 978-2-90934-124-8
- Rien n’est impossible à Dieu ; un charisme de guérison, 2002 éd. Le Sarment/éd. du Jubilé, Paris
- La franc-maçonnerie : un péché contre l’Esprit ?, 2004 ISBN 978-2-90934-118-7
- Occultisme ou christianisme, clefs de discernement, 2005 ISBN 978-2-36463-062-8
- Catholique et franc-maçon:est-ce possible ? éditions Icône de Marie (2008) ISBN 978-2-90934-150-7
- J'étais franc-maçon, éditions Salvator 2009 ISBN 978-2-7067-0706-3 prevedeno na špa., tal., portugalski, slovenski i hrvatski

## Vanjske poveznice
- Osobni blog
- VIAF
- BNF
- Kongresna knjižnica
- WorldCat